# Psychobilly
Psychobilly é um gênero musical geralmente descrito como uma mistura entre o punk rock do final dos anos 1970, rock and roll e o rockabilly norte-americano dos anos 1950. O gênero também é caracterizado pelas referências à filmes de terror e assuntos como violência, sexualidade lúgubre e outros tópicos geralmente considerados tabus, embora apresentados de forma cômica e corajosa.

## História
O termo "psychobilly" foi usado pela primeira vez por Johnny Cash em sua canção “One Piece at Time”, sucesso no Top Ten de 1976. Passaria a ser usado para definir o gênero alguns anos depois, quando o The Cramps descreveu sua música como "psychobilly" e "voodoo rockabilly" nos pôsteres de seus shows. Embora o Cramps tenha rejeitado a ideia de ser parte do cenário psychobilly, são eles, juntamente com artistas como Screamin' Jay Hawkins e Meteors, os considerados precursores do movimento. Musicalmente falando, havia antecedentes também no cenário garage rock e pub rock já nos anos 60 e começo dos 70, sem contar o artista mais conhecido como Legendary Stardust Cowboy, um precursor do psychobilly.
A primeira banda considerada psychobilly foi a The Meteors, formada no sul de Londres em 1980. Com um integrante que fazia parte da subcultura rockabilly, outro envolvido com a subcultura punk e um terceiro que era fã de filmes de terror, suas ideias musicais se juntaram e formataram o gênero como ele existe atualmente. O Meteors também inventou o conceito do psychobilly ser apolítico, encorajando seus shows a serem zona "não-politizada" em função de evitar brigas entre os fãs, como estava se tornando recorrente no cenário punk da época. Até hoje, praticamente nenhuma música de psychobilly fala de política, apesar da maioria dos psychobillies repudiarem os pensamentos extremistas.
Em 1982 uma casa noturna chamada Klubfoot foi aberta em Hammersmith, a oeste de Londres, criando um lar para o cenário britânico de psychobilly. O clube seria eventualmente demolido, dando lugar a prédios de escritórios e uma estação de ônibus. Por nunca ter sido um estilo muito popular, seus fãs frequentemente organizam “Finais de Semana Psychobilly” em que várias bandas tocam juntas para conseguir atrair bastante público. Os primeiros finais de semana foram organizados no Reino Unido em meados dos anos 80.
O psychobilly eventualmente se espalharia através da Europa, particularmente na Alemanha, Itália e Espanha, em alguns lugares nos Estados Unidos e gradualmente na Ásia, especialmente no Japão. Enquanto o psychobilly do começo dos anos 80 (com Meteors, Sharks, Batmobile) era similar ao punk ou ao garage rock, enquanto o estilo dos anos 90 e 2000 se aproxima do som do psychobilly norte-americano (Reverend Horton Heat, Los Gatos Locos, Tiger Army).
A moda psychobilly é caracterizada por um penteado chamado “quiff”, um tipo de moicano rockabilly, enquanto as roupas combinam o estilo punk (cabelo tingido, trajes surrados e rasgados e jaquetas de couro), com a moda inicial do rockabilly (estampas com figuras de animais).